# Chantal Renaud
Pour les articles homonymes, voir Renaud (homonymie).
Chantal Renaud, née le 26 août 1946 , est une chanteuse, scénariste et actrice québécoise. Elle est la veuve de Bernard Landry, 28e premier ministre du Québec.

## Filmographie

### comme scénariste
- 1988 : L'Homme à tout faire (série télévisée)
- 1991 : Prince Lazure (TV)
- 1992 : Une maman dans la ville (TV)
- 1993 : Leïla née en France (TV)
- 1995 : Le Nid tombé de l'oiseau (TV)
- 1998 : Un cadeau, la vie! (TV)
- 2001 : Fatou la Malienne (TV)
- 2002 : L'Amour interdit (TV)
- 2004 : Docteur Dassin, généraliste (série télévisée)

### comme actrice
+ 1967: Chantal en vrac
- 1969 : Je T'aimerai Toujours
- 1970 : L'Initiation : Victoire
- 1971 : Finalement...
- 1993 : Leïla née en France (TV) : Djamina

Comme chanteuse
1967: Le vent de la montagne/ Ne dis rien (avec Donald Lautrec)
1968: Comme un garcon/ C'est bon signe
Bevete piu latte/ La licorne
Petite fille de bon canadien/ Si tu t'imagines
1969: Irresistiblement/ Le poison et la demoiselle
Operation vacances/ Sayonara
L'amour ca vient quand on y pense (avec Pierre Letourneau)
Plattsburgh driven blues/ Viens que je t'demanche
1970: Zihuatanejo/ Tous les temps sont purs et beaux
1971: Trois milliards de gens/ Chanson sentimentale pour une fille sentimentale

Ses albums:
1968: Chantal Renaud: comme un garcon
1970: Chantal renaud: disque d'or-17 succes

## Récompenses et nominations

### Récompenses
En 1971, elle a reçu le Méritas de la meilleure actrice au Québec.
En 2001, elle a reçu deux prix pour un téléfilm: le Sept d'or et le FIPA d'or du Festival de Biarritz pour le film Fatou la Malienne.

### Nominations
Elle est mise en nomination à quatre reprises comme Révélation de l'année en 1967, 1968, 1969 et 1970.